# في قلبي أنثى عبرية
في قلبي أنثي عبرية رواية للكاتبة التونسية خولة حمدي تحكي فيها الكاتبة كيف تعرفت على بطلة القصة ندى التي كانت تحكي قصتها على إحدى المواقع الالكترونية واستطاعت التواصل معها لمعرفة المزيد من التفاصيل وتعرفت الكاتبة من خلال قصة الحب التي نشأت بين بطلة القصة وأحد أبطال المقاومة في ذلك الحين على مجتمع ما يسمى بيهود العرب والمقاومة في لبنان.
وقصة الرواية بحسب الكاتبة تنقل بحيادية قصة حقيقية لأبطال حقيقيين هم ريما المسلمة وجاكوب اليهودي الذي تبنّاها بعد وفاة والدتها، وزوجته تانيا، وولداهما سارا وباسكال، وكذلك ندى اليهودية وأخوها المسيحي وبقية عائلتها، أحمد المسلم المقاوم اللبناني وأخته سماح، وصديقه المقرّب حسان، الذي خطب ندى بعد اختفاء أحمد، سونيا وابنتها دانة، راشيل وزوجها سيئ الأخلاق، وغيرهم كثر).

## يهود جزيرة جربة
بدأت أحداث الرواية في جزيرة جربة، إحدى الجزر التونسية التي هاجر اليها بعض اليهود من المشرق بعد قيام «نبوخذ نصر» - ملك بابل وقائد جيوشها - بحرق معبدهم وسبي نسائهم وأولادهم ونهب أموالهم واخراجهم من القدس وإنهاء مملكتهم هناك قبل 2500 سنة. استقر بهم المقام في الجزيرة الساحرة جربة بعد حين، وأنشأوا أشهر معابدهم كنيس الغريبة والذي يعد أقدم معبد يهودي في أفريقيا كما أقاموا العديد من المعابد والمقامات التي تجاور المساجد. عدد اليهود الحالي في جزيرة جربة لا يتجاوز الألفين علما أنهم من أحفاد المهاجرين الأوائل وقد اختلطوا بأهل الأرض وأصبح لا يميزهم عن سكان البلاد سوى بقائهم على دين أبائهم ثم إن بقاء هؤلاء يدل على أن الإسلام ليس دينا دمويا وإلا كانت هذه الفئة من اليهود قد أُبيدت أو تم طردها من البلاد.

## ملخص الرواية
تدور أحداث الرواية حول قصة حقيقية لفتاة يهودية اسمها ندى تعيش في دولة لبنان مع أسرتها اليهودية، كما تصور الرواية تفاصيل تطور حياة ندى وريما، اللتين كتب عليهما القدر أن يلتقيا ليقابلا مصيراً متشابهاً. ريما طفلة لم تتجاوز 15 عامًا بعد موت أمها، أخذها ليربيها رجل يهودي إلا أنه تركها بعد إصرار زوجته وخوفها من أن يتأثر أطفالها بالعقيدة الإسلامية فيتركوا دينهم اليهودي. فعمل على إبعادها من تونس إلى لبنان عند صديقة أخته أم ندى -فجعلتها خادمة في بيتها. تتسارع أحداث الرواية وفي ذات مساء يطرق شاب ملثم الباب على ندى يستنجد بها من أجل علاج صديقه أحمد الذي أصيب إثر الاشتباكات بين المقاومة والاحتلال الإسرائيلي، فكان أحمد ينتمي للمقاومة اللبنانية ضد الاحتلال الصهيوني. وأحب أحمد ندى بعدما لجأ إليها وساعدته وقدمت له يد العون متجاهلًا الفروق الدينية والطائفية.
تعرض الرواية علاقة المسلمين بغيرهم خاصة اليهود، كما تعرض بعض الفروقات بين المرأة المسلمة وموقعها في القرآن وبين المرأة اليهودية. إضافة إلى أنها تعكس ما تعرضت له ندى من اضطهاد ونفي من قبل عائلتها بعدما أعلنت إسلامها. أما عن مصير ريما فقد ماتت في حرب قانا عند رمي الصواريخ في الأسواق الشعبية حيث كانت تتسوق. كما تبين الرواية الإرهاب والهمجية وطمس شخص الأنثى باعتبارها عورة عند الدين اليهودي. تبدو الرواية كأنها تطرح أماني الكاتبة ولا تصف واقعا مُعاشا، ذلك أن المجتمع اليهودي في العالم العربي يكاد يكون منغلقا على نفسه.

## مقارنة الأديان
تحاول الكاتبة المقارنة بين الأديان، وتعمدت في بعض المقاطع جعل المقارنة تبدو موضوعية كقولها في الصلاة على لسان ندى: (صلاة المسلمين مختلفة عن صلاة النصارى التي تؤدى بصوت مرتفع وبطريقة غنائية، لكنها قريبة من صلاة اليهود، فعندنا يردد المصلون مقاطع من الكتاب المقدس بصوت خافت، أو في داخله دون أن يجهر بها).

## شخصيات الرواية
ضمت رواية في قلبي انثى عبرية مجموعة من الشخصيات والتي تنقسم إلى قسمين: أساسية وثانوية وتعتبر كل من الشخصيات: احمد. ندى وريما ابطال هذه الرواية 
باعتبار:
- أحمد: شاب منضم للمقاومة المسلحة في لبنان وطالب جامعي في ذات الوقت.
- ريما: فتاة يتيمة عاشت وسط أسرة يهودية وقد حافظت على إسلامها وعقيدتها لمجموعة من الأسباب من بينها وصية والدتها لجاكوب قبل موتها.
- ندى: التي طالما اختلفت برايها عن آراء أسرتها وبالضبط والدتها خاصة في موضوع اعتبار الإسلام دين إرهاب وتطرف وقد تميزت بدفاعها الدائم عن شباب المقاومة واعجابها بشجاعتهم وانتمائهم لوطنهم.

إضافة إلى الشخصيات الثانوية:
- جاكوب: أو كما تحب ريما مناداته (بابا يعقوب) باعتباره متبني البطلة ريما بعد وفاة امها.
- تانيا: وهي زوجة جاكوب مع طفليهما باسكال وسارا وتعتبر هذه العائلة عائلة يهودية تتبنى الفتاة المسلمة ريما.(عائلة تسكن في تونس)

من هذه المحطة انتقلت الكاتبة خولة حمدي إلى محطة ثانية والتي بدأت فيها المشهد الأول بوضعية حسّان وهو شاب منضم إلى ما يسمى بالمقاومة المسلحة -في أراضي الجنوب التي تحتلها القوات الإسرائيلية- وباعتباره الصديق الأقرب والاخ بالنسبة للبطل أحمد.
- أيهم: صديق ثان لاحمد التقى به كذلك في المقاومة ولا يقل درجة -في صداقته مع احمد- عن حسان.(لبنان)

- دانا وهي الأخت الكبرى والوحيدة للبطلة ندى.
- سونيا: والدة ندى والتي جسدتها الكاتبة في الرواية بانها -ورغم اختلاط الديانات في اسرتها- تكره المسلمين.
- جورج: أو كما تحب البطلة ندى مناداته (بابا جورج) رغم انه ليس سوى زوج والدتها بحيث إن ندى ودانا لهما أب مسلم وأم يهودية ونتيجة لمجموعة من الاسباب والملابسات فقد تزوجت سونيا من جورج والذي توفيت زوجته الأولى بحيث كان مسيحيا هو وابنه ميشال.
- ميشال: وهو ابن جورج وله زوجة تدعى ماري وطفلان كريستينا وكابريال.
- راشيل: وهي اخت جاكوب وقد عاشت وزوجها دون أطفال (وهي يهودية)..(يسكنون في لبنان)
- سماح: وهي اخت احمد واندراجا تحت احداث الرواية فقد جمعتها رابطة بأيهم.
- الحاجة سعاد: والدة البطل احمد (عائلة مسلمة في لبنان).

إضافة لبعض الشخصيات محدودة الدور كالطبيب، ووالد أحمد، ووالدي حسان ورفاق اخرون في المقاومة إضافة إلى القائد.

## اقتباسات
- سأكون أنا عائلتك التي تذكرك.. وإن مُحيتِ من ذاكرة العالم بأسره.
- لا تجعلي المسلمين ينفرونك من الإسلام فتطبيقهم لتعاليمه متفاوت..لكن انظرى في خلق رسول الإسلام وحده ضمن كل البشر خلقه القرآن
- لكنّنا لا نعتبر بطلا إلاّ شخصا يموت شهيدا أو في شأن عظيم. أمّا الآخرون فإنهم يعيشون لتحقيق قدرهم لا غير
- لكن بدل أن يجيبها، وقف أحمد وهو يقول بصوت مسموع هذه المرة الله أكبر..كانت تلك همهمته التي لم تميزها في البداية
- هل تعلمين ان الناس لا يعرفون عنا سوى نهاياتنا؟ عندما نموت نصبح رمزا للجهاد والمقاومة. والرمز لا حياة شخصية لديه ولا احتياجات، لديه هدف فقط، من أجله يعيش ومن أجله يموت.
- أخاف إن نحن ذقنا حياة الاستقرار والفراغ أن نفقد هدفنا ونصبح أشخاصًا عاديين، أن نستسلم لنمط الحياة السهلة، لم يكن لي هدف في الحياة غير المقاومة.
- حمد الله على كل حال. ولا أعترض على قضائه، لكنني ضعيفة.. ضائعة، دونهم ودونك! يارب، أعلم أن هذا امتحانك لصبري وثباتي، لكنني أسألك ألا تطفئ كل الشموع في وجهي - ندى

## وصلات خارجية
- آراء القراء على موقع أبجد حول رواية في قلبي أنثى عبرية.
- صفحة رواية في قلبي أنثى عبرية على موقع جود ريدز.